# Chiesa di San Giovanni Battista (Torniella)
La chiesa di San Giovanni Battista è un edificio sacro situato a Torniella, nel comune di Roccastrada.

## Storia
La chiesa fu eretta secondo la tradizione popolare con le pietre provenienti dall'antica pieve di Santa Maria che era situata fuori dell'abitato. L'impianto attuale risale al XV secolo.

## Architettura

### Esterno
L'edificio, molto rimaneggiato, presenta nel fianco destro una base a scarpa. Nella facciata a capanna l'attuale portale e il soprastante oculo sono stati aperti successivamente mentre l'originario portale ad arco acuto risulta tamponato.

### Interno
Nell'interno a navata unica, con soffitto a capriate, si trova il dipinto seicentesco raffigurante la Madonna col Bambino che offre il rosario a santa Caterina da Siena e a san Domenico, mentre in un ovale in primo piano si svolge una processione. L'opera, provvista di una cornice coeva, può essere riferita a Vincenzo Rustici.